# 中野ションションまつり
中野ションション祭り（なかのションションまつり）は、毎年7月の最終土曜日に長野県中野市の中野市街地で行われる夏祭りであり、ションションばやしに合わせて踊る盆踊り的なイベントである。
長野県内には、「長野びんずる」「上田わっしょい」「松本ぼんぼん」など地域振興や観光を目的とした同種のイベントがいくつか存在する。

## 発祥
「ションション」の由来は、中野市周辺は、古くから「御天領締め」が伝えられてきた。我々は縁起を担ぎ、随所で行われているこの慣わしを将来に向かって残す必要があると考える。
中野市民祭は、祝事の最後をかざる「御天領締め」からヒントを得て、最後の「ションション」を祭りに名付け、この地の永遠の繁栄を祈念し、その名称とする。（昭和48年当時の資料から抜粋）

## 内容
開催場所の中野市街地の一部は、当日16時から21時の間、一帯は歩行者天国となる。連（れん）と呼ばれる参加グループは一般公募であり、市内小中学校・高校・大学から一般企業、官公庁、有志などからなる。参加登録人数の増減や道路の整備状況により踊って回るコースが調整される。また、仮装連、踊り連で連は構成されており例年仮装連は15連、踊り連70連程が参加する。
当日行って踊れる「飛び入り」連なる物もある。
ションションばやしの振り付けの変更もOKとなっており、個性のある踊り連や、仮装連も存在する。←2015年から伝統を重視するために、一部、元の振り付けで踊るようになった（掛け声、踊りもそのまま）
楽曲は4番まであり、1曲を4回続けて踊り、休憩が挟まれる。
2003年くらいからは、ケーブルテレビのテレビ北信での生中継も実施され、家庭で生中継もみられるようになった。

## 規模・反響
2008年第4回は、約5000人が踊った。人口の1割強が踊り連として参加している。
合併前の最終が31回で、通算すると、2008年で35回目となる。
合併前は、中野小唄の踊りも途中にはさんでいた。

## 楽曲
ションションばやし
- 作詞：
- 作曲：
- 唄：古都清乃/鈴木正夫
- 振付：
- レコード：